# Время затухания люминесценции
Вре́мя затуха́ния люминесце́нции (также вре́мя высве́чивания) — параметр люминесценции, определяемый как время, в течение которого интенсивность люминесцентного свечения после снятия возбуждения люминесценции уменьшается в е раз.
Время затухания люминесценции может находиться в диапазоне от долей наносекунды (для разрешённых переходов) до многих часов (для многократно запрещённых переходов — так называемых квазистационарных состояний).

Типичная кривая высвечивания сцинтиллятора с двумя существенно отличающимися временами затухания люминесценции.

## Природа люминесценции и факторы, влияющие на время высвечивания
Время затухания люминесценции в данном люминесцирующем веществе зависит от времени жизни того квантовомеханического состояния, в котором запасается энергия возбуждения, от процессов релаксации энергии и от внешних условий (температуры, давления, концентрации люминесцирующих атомов и молекул, концентрации «тушащих» атомов и молекул и т. п.).
После возбуждения нестационарного квантовомеханического состояния переход этого состояния в устойчивое, стационарное состояние (состояние с наинизшей энергией), иногда такой переход называют «распадом состояния» или «распадом уровня» возможен как с излучением фотонов люминесценции, так и без излучения, при этом энергия возбуждённого состояния передаётся в энергии других возбуждённых состояний или превращается в тепловую энергию. Переход в состояние с наинизшей энергией с испусканием фотонов называют «излучательным переходом», а переход без излучения фотонов называют «безызлучательным переходом». В обычных люминесцирующих веществах всегда часть энергии перехода даже в излучательных переходах превращается в тепло (релаксационный переход) или передаются возбуждённым состояниям с меньшей энергией. Распады состояния в состояния с меньшей энергией, релаксационные переходы и излучательные переходы происходит с различной вероятностью. Также время жизни конкретного возбуждённого состояния зависит от типа распада.
Во многих случаях люминесценция вещества определяется набором нескольких видов возбуждённых состояний, каждое из которых характеризуется своим временем высвечивания и интенсивностью люминесценции.
Внешние условия могут изменить вероятность безызлучательных переходов и тем самым время жизни возбуждённого уровня, отвечающего за люминесценцию. С увеличением относительной вероятности распада уровня через безызлучательный переход время жизни уровня уменьшается и, соответственно, уменьшается время высвечивания (а также квантовый выход люминесценции). Как правило, рост температуры и давления приводит к повышению вероятности безызлучательных переходов, поскольку возрастает частота столкновений молекул.
Исследование кинетики затухания люминесценции в веществе является экспериментальным методом, позволяющим изучать различные физические, химические и биологические процессы.
В технических приложениях люминесценции время высвечивания существенно для правильного проектирования временны́х характеристик устройств.
Так, «быстрые» люминофоры с коротким временем высвечивания необходимы для сцинтилляционных детекторов ионизирующих излучений и экранов электронно-лучевых приборов с высокой скоростью отклика. Напротив, в некоторых случаях необходимы «медленные» люминофоры с длительным временем затухания люминесценции (например, для светящихся люминесцентных красок) или люминесцентных экранов с длительным послесвечением осциллографических трубок и электронно-лучевых мониторов радиолокаторов.

## Кинетика высвечивания
Считая, что возбуждение люминесценции происходит мгновенно в момент времени t = 0, интенсивность свечения люминофора с временем затухания люминесценции τ можно записать как:
{\displaystyle I=Ae^{-t/\tau },}
где A — константа, характеризующая интенсивность люминесценции,
{\displaystyle \tau } — время высвечивания.
Во многих случаях энергия возбуждения запасается в нескольких состояниях люминесцирующего уровня (причём с разной эффективностью). Если эти состояния имеют различные времена высвечивания τi и разные интенсивности {\displaystyle A_{i},} то кинетика высвечивания описывается формулой:
{\displaystyle I=\sum _{i}A_{i}e^{-t/\tau _{i}},}
где константы Ai и {\displaystyle \tau _{i}} характеризуют относительный вклад каждой из компонент.